# Polaina

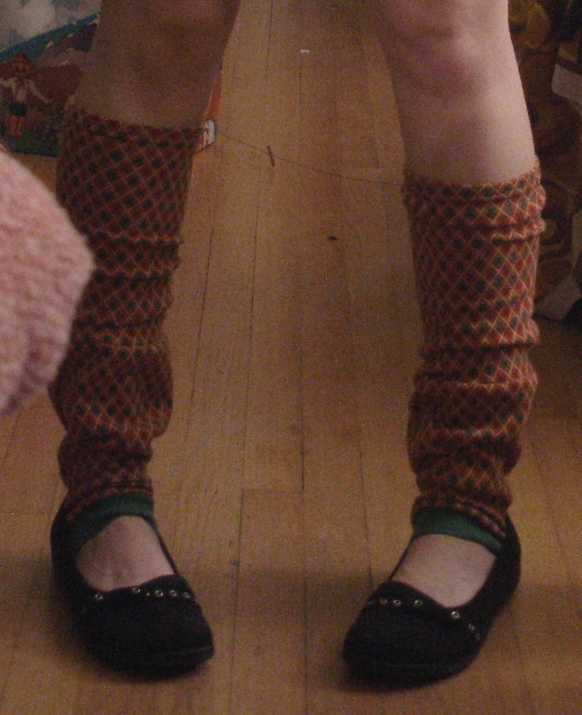
Polaina feminina.

Polaina é uma peça de roupa, que geralmente é de lã, que se usa por cima do sapato, cobrindo o peito do pé.
Ela também é usada para proteger a parte superior da perna e o peito do pé. Participou da moda na década de 1980 e é usada até hoje.
Nas traduções de livros dos séculos XVIII e XIX, comumente usa-se a palavra "polaina" para designar uma peça do vestuário hoje conhecida como "perneira" em português (em inglês, gaiters), na falta de uma palavra mais adequada. Enquanto as polainas de lã são conhecidas, na língua inglesa, por leg warmer, e as perneiras por gaiter, há ainda um terceiro tipo de polaina, que em inglês são identificadas por spats. A diferença básica entre as polainas e as perneiras ou spats é que, enquanto as primeiras são feitas de lã com o objetivo de aquecer as partes inferiores das pernas e os tornozelos, as últimas são feitas tradicionalmente de couro, e tem o objetivo a proteção das partes do corpo e do vestuário que revestem.
Entre as perneiras e spats há uma diferença básica na forma e no uso: as perneiras são mais compridas, cobrindo desde a parte inferior do joelho até o peito do pé, e é utilizada por cavaleiros e esportistas como forma de proteção durante a prática de atividades. Já as spats, mais curtas, cobrindo apenas o peito do pé e tornozelos, eram usadas tanto pela proteção como pela moda vigente nos séculos XVIII e XIX.
As spats foram largamente utilizadas nos quadrinhos e desenhos animados para identificar personagens ricos ou aristocráticos. O personagem Tio Patinhas, da Disney, usa spats sobre os pés nus (nas traduções em português, elas são também referidas como polainas). O mesmo acontece com alguns personagens do desenho Os Flintstones.
No clipe de Smooth Criminal, Michael Jackson também faz uso dessa peça de vestuário.
Também é uma peça utilizada por motociclistas para proteger o calçado da chuva. Tem o formato de uma bota, geralmente de nylon ou outro material semelhante e impermeável, com um zíper na parte de traz para facilitar calçar sobre outro calçado. Pode-se dizer que é um complemento da capa de chuva.